# مثلث معنا
مثلث معنا که با نام مثلث نشانه‌شناسی نیز شناخته می‌شود، مدلی برای نشان دادن چگونگی ارتباط نشانه‌های زبانی با اشیایی است که این نشانه‌ها به آن اشاره دارند. مثلث معنا برای اولین بار در سال ۱۹۲۳ و در کتاب معنای معنا اثر مشترک چارلز کی آگدن و آی.ای. ریچاردز مطرح شد اگرچه عموماً مثلث معنا با نام «مثلث آگدن-ریچاردز» شناخته می‌شود، اما برنارد بولتسانو در سال ۱۸۱۰ در کتاب خود تحت عنوان «Beiträge zu einer begründeteren Darstellung der Mathematik» این ایده را تشریح کرده بود. سابقه این مثلث می‌تواند به چهار قرن قبل از میلاد نیز بازگردد که ارسطو در تعبیرات به آن اشاره کرده است.
مثلث معنا، شکل ساده‌ای از رابطه بین گوینده به عنوان موضوع، مفهوم به عنوان شی و نام آن را شرح می‌دهد.

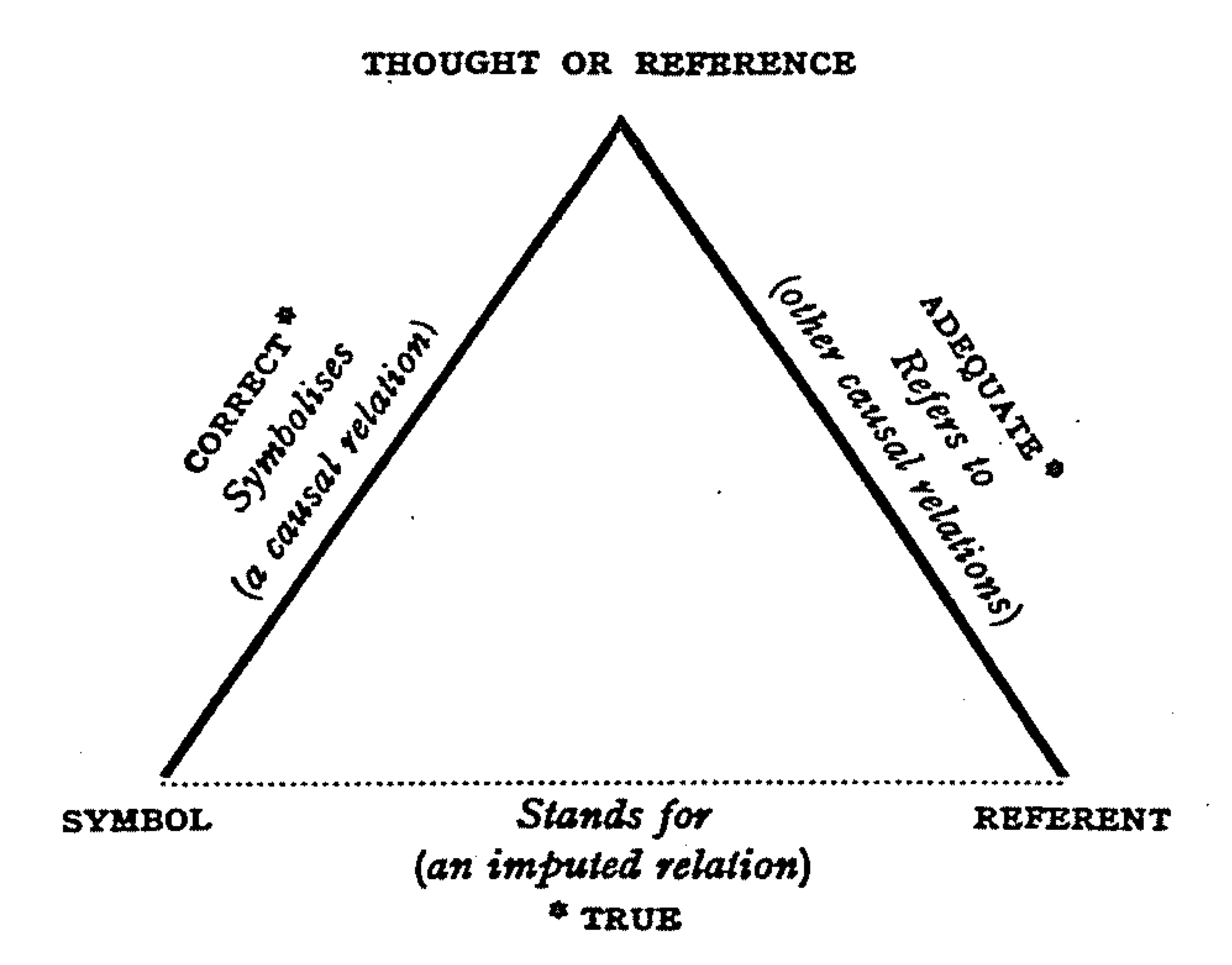
مثلث معنا. برگرفته از صفحهٔ ۱۱ کتاب معنای معنا.

## ساختار
مثلث معنا برای بهتر فهمیده شدن، از سه ضلع یا سه زاویه تشکیل شده که هر کدام از این زوایا یک موضوع را به نمایش می‌گذارند. مفهوم، موضوع و تسمیه سه ضلع مثلث معنا را تشکیل می‌دهند.

### مفهوم
یک تصور، ایماژ و یا یک چیز قابل تصور و قابل اندیشیدن است، که شامل یک یا مجموعه‌ای از موضوعات و اشیاء است که به واسطه صفات مشترک این اشیاء قابل تصور است.

### موضوع
بخشی یا تمام یک واقعیت ملموس و قابل اندیشیدن است که یک یا چند خصوصیت در خود دارد. موضوعات خود در سه دسته مادی، معنوی و پنداری دسته‌بندی می‌شوند. موضوعات مادی یا فیزیکی، مانند خودرو، چکش، موش، آپارتمان و غیره موضوعاتی هستند که فرمی فیزیکی دارند و با واسطه یا بی‌واسطه از سوی یکی حواس پنج‌گانه انسان قابل لمس کردن باشند. در سوی مقابل موضوعات معنوی یا غیرمادی و غیرفیزیکی مانند قانون اساسی، نرخ ارز، دین، فلسفه و غیره قرار دارند که فرم فیزیکی ندارند ولی وجود آنها در یک موضعیت زمانی و مکانی قابل فهم و تصور شدن است. بخش سوم از موضوعات،  موضوعات پنداری، خیالی و افسانه‌ای مانند پری دریایی و غول چراغ جادو هستند که هیچ‌گاه وجود مادی و معنوی نداشته‌اند ولی به دلایل مختلف فرهنگی، اعتقادی، اجتماعی و غیره در طول تاریخ حضور داشته‌اند.

### تسمیه
به کارگیری نشانه‌های زبانی برای نامیدن و اشاره به یک مفهوم، تسمیه یا نام‌گذاری گفته می‌شود. تسمیه معمولا به شکل استفاده از توصیف‌ها و اشارات تخصصی که در یک حوزه تخصصی مشخص معنای مشخصی دارند، مانند سیاره‌های دورتر از نپتون، بیماری‌های مزمن انسدادی ریه،کشورهای حوزه دریای بالتیک و غیره یا به صورت سمبل مانند ∑، $، €، یا به صورت فورمول مانند H۲O (فورمول آب) یا نام‌های واقعی مانند علی، اتحادیه اروپا، فیفا و غیره است.